# Orange City (Florida)
Orange City és una població dels Estats Units a l'estat de Florida. Segons el cens del 2000 tenia 6.604 habitants.

## Demografia
Segons el cens del 2000, Orange City tenia 6.604 habitants, 3.062 habitatges, i 1.904 famílies. La densitat de població era de 421,5 habitants/km².
Dels 3.062 habitatges en un 19,9% hi vivien nens de menys de 18 anys, en un 49,3% hi vivien parelles casades, en un 9,8% dones solteres, i en un 37,8% no eren unitats familiars. En el 32,4% dels habitatges hi vivien persones soles el 18,4% de les quals corresponia a persones de 65 anys o més que vivien soles. El nombre mitjà de persones vivint en cada habitatge era de 2,12 i el nombre mitjà de persones que vivien en cada família era de 2,63.
Per edats la població es repartia de la següent manera: un 17,5% tenia menys de 18 anys, un 5,8% entre 18 i 24, un 21,4% entre 25 i 44, un 24,2% de 45 a 60 i un 31,1% 65 anys o més.
L'edat mediana era de 49 anys. Per cada 100 dones de 18 o més anys hi havia 82,9 homes.
La renda mediana per habitatge era de 26.883 $ i la renda mediana per família de 34.003 $. Els homes tenien una renda mediana de 29.817 $ mentre que les dones 21.034 $. La renda per capita de la població era de 16.318 $. Entorn del 7,1% de les famílies i el 9,9% de la població estaven per davall del llindar de pobresa.

## Poblacions més properes
El següent diagrama mostra les poblacions més properes.